# العلاقات الألمانية اليمنية
العلاقات الألمانية اليمنية هي العلاقات الثنائية التي تجمع بين ألمانيا واليمن.

## مقارنة بين البلدين
هذه مقارنة عامة ومرجعية للدولتين:
| وجه المقارنة                                              | ألمانيا                                                                              | اليمن                   |
| --------------------------------------------------------- | ------------------------------------------------------------------------------------ | ----------------------- |
| المساحة (كم2)                                             | 357.41 ألف                                                                           | 555.00 ألف              |
| عدد السكان (نسمة)                                         | 81.29 مليون                                                                          | 28.25 مليون             |
| الكثافة السكانية (ن./كم²)                                 | 227.44                                                                               | 50.9                    |
| العاصمة                                                   | بون، برلين                                                                           | صنعاء عدن (عاصمة مؤقتة) |
| اللغة الرسمية                                             | اللغة الألمانية                                                                      | اللغة العربية           |
| العملة                                                    | يورو، مارك ألماني                                                                    | ريال يمني               |
| الناتج المحلي الإجمالي (بليون دولار)                      | 3.68 تريليون                                                                         | 18.21 مليار             |
| الناتج المحلي الإجمالي (تعادل القوة الشرائية) بليون دولار | 3.92 تريليون                                                                         | 75.69 مليار             |
| الناتج المحلي الإجمالي الاسمي للفرد دولار أمريكي          | 41.31 ألف                                                                            | 1.41 ألف                |
| الناتج المحلي الإجمالي للفرد دولار أمريكي                 | 46.40 ألف                                                                            |                         |
| مؤشر التنمية البشرية                                      | 0.926                                                                                | 0.498                   |
| رمز المكالمات الدولي                                      | +49                                                                                  | +967                    |
| رمز الإنترنت                                              | .de                                                                                  | .ye                     |
| المنطقة الزمنية                                           | توقيت وسط أوروبا، ت ع م+01:00، ت ع م+02:00، توقيت أوروبا الوسطى المعياري (ت غ م +1) ‏ | ت ع م+03:00             |

## منظمات دولية مشتركة
يشترك البلدان في عضوية مجموعة من المنظمات الدولية، منها:
| علم المنظمة | اسم المنظمة                                                | تاريخ انضمام ألمانيا | تاريخ انضمام اليمن |
| ----------- | ---------------------------------------------------------- | -------------------- | ------------------ |
|             | مؤسسة التمويل الدولية                                      | 20 يوليو 1956        | 22 مايو 1970       |
|             | منظمة حظر الأسلحة الكيميائية                               | 29 أبريل 1997        | ?                  |
|             | يونسكو                                                     | 11 يوليو 1951        | 2 أبريل 1962       |
|             | الاتحاد الدولي للاتصالات                                   | 1866                 | 1931               |
|             | الأمم المتحدة                                              | 18 سبتمبر 1973       | 30 سبتمبر 1947     |
|             | منظمة الشرطة الجنائية الدولية                              | ?                    | ?                  |
|             | البنك الدولي للإنشاء والتعمير                              | 14 أغسطس 1952        | 3 أكتوبر 1969      |
|             | العملية المشتركة للاتحاد الأفريقي والأمم المتحدة في دارفور | ?                    | ?                  |
|             | الاتحاد البريدي العالمي                                    | 1 يوليو 1875         | ?                  |
|             | مؤسسة التنمية الدولية                                      | 24 سبتمبر 1960       | 22 مايو 1970       |
|             | المركز الدولي لتسوية المنازعات الاستشارية                  | 18 مايو 1969         | 20 نوفمبر 2004     |
|             | وكالة ضمان الاستثمار متعدد الأطراف                         | 12 أبريل 1988        | 12 مارس 1996       |

## وصلات خارجية
- موقع وزارة الخارجية الألمانية